# Achipteria setulosa
Achipteria setulosa är en kvalsterart som beskrevs av Golosova 1981. Achipteria setulosa ingår i släktet Achipteria och familjen Achipteriidae. Inga underarter finns listade i Catalogue of Life.